# Lisa America
Lisa America è una cavalla da trotto nata il 25 maggio 2005. Lisa è una delle figlie di Varenne e Zagabria Dei; come il padre nel corso della sua carriera ha vinto parecchie corse prestigiose in Italia e in Europa, incassando la bellezza di 1.521.841 euro. Il suo record in gara sui 1 600 m è 10,1, invece sui 2 000 m è di 11,1. Nel 2012 ha partecipato anche all'Amerique terminando in 17ª posizione a causa di un’evidente zoppia. Successivamente i controlli medici hanno evidenziato una seria lesione articolare a un nodello, notizia questa che comprometterebbe il corso della carriera per la figlia di Varenne. Lisa America ormai ferma ai box a causa di un evidente zoppia attualmente si trova in Svezia per fare da monta a Viking Kronos.
Palmarès: 65 corse disputate - 22 Vittorie - 26 piazzamenti
- Roma premio Allevatori
- Napoli premio città di Napoli
- Cosma e Damiano campionato femminile dei 3 anni
- Milano Gran Premio d'Europa
- Follonica premio città di Follonica
- Enghien Prix de Milan
- Bjerke Vg Oslo Gran Prix
- Bergsaker Sundvall Open Trot
- Göteborg aby stora pris
- Torino gran premio costa azzurra
- Roma gran premio gala del trotto